# Таврія (Мелітопольський район)
Та́врія —  селище в Україні, у Мелітопольському районі Запорізької області. Входить до складу Новоуспенівської сільської громади. Населення становить 698 осіб.

## Географія
Селище Таврія розташоване на відстані 2,5 км від села Запоріжжя та за 5 км від села Веселе. Поруч проходить автомобільна дорога Т 0805.

## Історія
У 1962-1965 роках належало до Михайлівського району Запорізької області, відтак у складі Веселівського району.
До 2017 року орган місцевого самоврядування - Таврійська сільська рада.

## Населення
Згідно з переписом УРСР 1989 року чисельність наявного населення селища становила 663 особи, з яких 294 чоловіки та 369 жінок.
За переписом населення України 2001 року в селищі мешкало 696 осіб.

### Мова
Розподіл населення за рідною мовою за даними перепису 2001 року:
| Мова       | Чисельність | Відсоток |
| ---------- | ----------- | -------- |
| українська | 565         | 80,95%   |
| російська  | 120         | 17,20%   |
| болгарська | 4           | 0,57%    |
| румунська  | 4           | 0,57%    |
| білоруська | 1           | 0,14%    |
| інші       | 4           | 0,57%    |
| Усього     | 698         | 100%     |

## Релігія
У селі є парафія та храм благовірних князів Бориса і Гліба, що належать до Веселівського благочиння Запорізької єпархії Православної Церкви України.

## Економіка
- Дослідне господарство «Соцземлеробство».

## Освіта
У селі є школа І-ІІІ ступенів.

## Пам'ятки
- «Сударма» - ентомологічний заказник місцевого значення, 6 га, місце поселення диких комах-запилювачів.